# Eumerus barbarus
Eumerus barbarus là một loài ruồi trong họ Ruồi giả ong (Syrphidae). Loài này được Coquebert mô tả khoa học đầu tiên năm 1804. Eumerus barbarus phân bố ở vùng Cổ Bắc giới